# Franz Gerhard Wegeler
Franz Gerhard Wegeler (* 2. August 1765 in Bonn; † 7. Mai 1848 in Koblenz) war ein deutscher Mediziner und Jugendfreund Ludwig van Beethovens.

## Leben
Wegeler besuchte in Bonn die Elementarschule und ab 1776 das dortige Jesuiten-Gymnasium. Nach dem Studium der Medizin an der Akademie in Bonn (seit 1786 als Kurkölnische Universität Bonn Volluniversität) erhielt er von Kurfürst Maximilian Franz, ebenso wie Beethoven, ein Stipendium zur Weiterbildung an der k. k. Josefsakademie in Wien, wo er von 1787 bis 1789 studierte. Wegeler führte den mit ihm befreundeten Beethoven bereits 1785 durch eine Empfehlung in die Familie der Witwe Helene von Breuning ein und eröffnete dem jungen Virtuosen damit den Weg für seinen weiteren gesellschaftlichen Aufstieg. Sie wurde eine große Förderin Beethovens während seiner Bonner Zeit. Helenes Tochter Eleonore von Breuning (* 23. April 1771 in Bonn; † 13. Juli 1841 in Koblenz) wurde Beethovens Klavierschülerin und gilt als seine Jugendliebe. Sie wurde später Wegelers Ehefrau. Ihr Bruder Stephan von Breuning blieb auch später mit Wegeler und Beethoven befreundet.

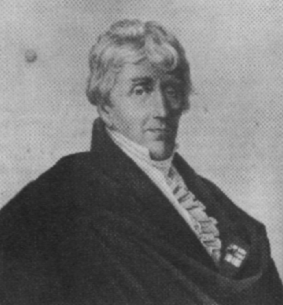
Franz Gerhard Wegeler (1765–1848)

Nach seinem Abschlussexamen in Wien und seiner Rückkehr nach Bonn promovierte ihn die Bonner Universität am 1. September 1789 und übertrug ihm noch im gleichen Jahr eine Professur für Geburtshilfe und Gerichtsmedizin. 1793 wurde er für ein Jahr Rektor der Universität, bevor er nach der Invasion französischer Truppen 1794 seine Tätigkeit einstellen musste und für zwei Jahre nach Wien floh, wo auch Beethoven seit dem Jahr 1792 lebte.
In seiner Wiener Zeit verfasste Franz Gerhard Wegeler, der weiterhin das Gehalt seiner Professur bezog, vor allem medizinische Schriften. 1796 in Wien sahen sich Beethoven und Wegeler zum letzten Mal, blieben sich aber bis zu Beethovens Tod 1827 durch Briefwechsel eng verbunden.
Nach seiner Rückkehr nach Bonn 1796 nahm er seine Tätigkeit wieder auf, bis 1798 die Universität geschlossen wurde. Nach einer kurzen Phase, in der Wegeler als praktizierender Arzt seinen Lebensunterhalt verdiente, bekam er Ende 1798 eine Anstellung als Lehrer für Entbindungslehre an der Zentralschule in Bonn.
Am 28. März 1802 heirateten Franz Gerhard Wegeler und Eleonore von Breuning. Der Ehe entstammen vier Kinder. Zu den Nachkommen gehören Helena Josepha Theresia (1803–1832) und Julius Stephan Wegeler (1807–1883).
1804 übernahm Franz Gerhard Wegeler die Leitung der Hebammenschule in Bonn, im gleichen Jahr wurde er zum Mitglied des Bezirksausschusses für die Pockenschutzimpfung im Arrondissement Bonn ernannt. 1807 wurde er Mitglied des Zentralausschusses der Pockenschutzimpfung für das gesamte Rhein-Mosel-Departement sowie Direktor der Bonner Freimaurerloge.
1807 verließ er Bonn und trat in Koblenz in französischen Dienst und wurde von 1808 bis 1814 Leiter der Medizinalpolizei des dortigen Rhein-Mosel-Départements. Im Jahr 1810 wurde Franz Gerhard Wegelers Doktorgrad auch unter französischer Herrschaft anerkannt und er erhielt den Titel: Docteur en médicine und Docteur en chirurgie.
1812 bekam er die goldene und 1813 die silberne Verdienstnadel von Napoleon verliehen.
1817 erhielt Wegeler das Eiserne Kreuz zweiter Klasse am weißen Bande und 1818 die große Goldene Medaille. 1831 kam der Rote Adlerorden dritter Klasse hinzu. 1830 trat Franz Gerhard Wegeler als Stiller Teilhaber in das Weinhandelshaus Deinhard & Tesche ein, dessen Geschäftsführung sein Enkelsohn Julius Wegeler übernehmen konnte. Von 1816 bis 1842 war Wegeler Regierungs- und Medizinalrat in Koblenz sowie Mitglied des Rheinischen Medizinalkollegiums.

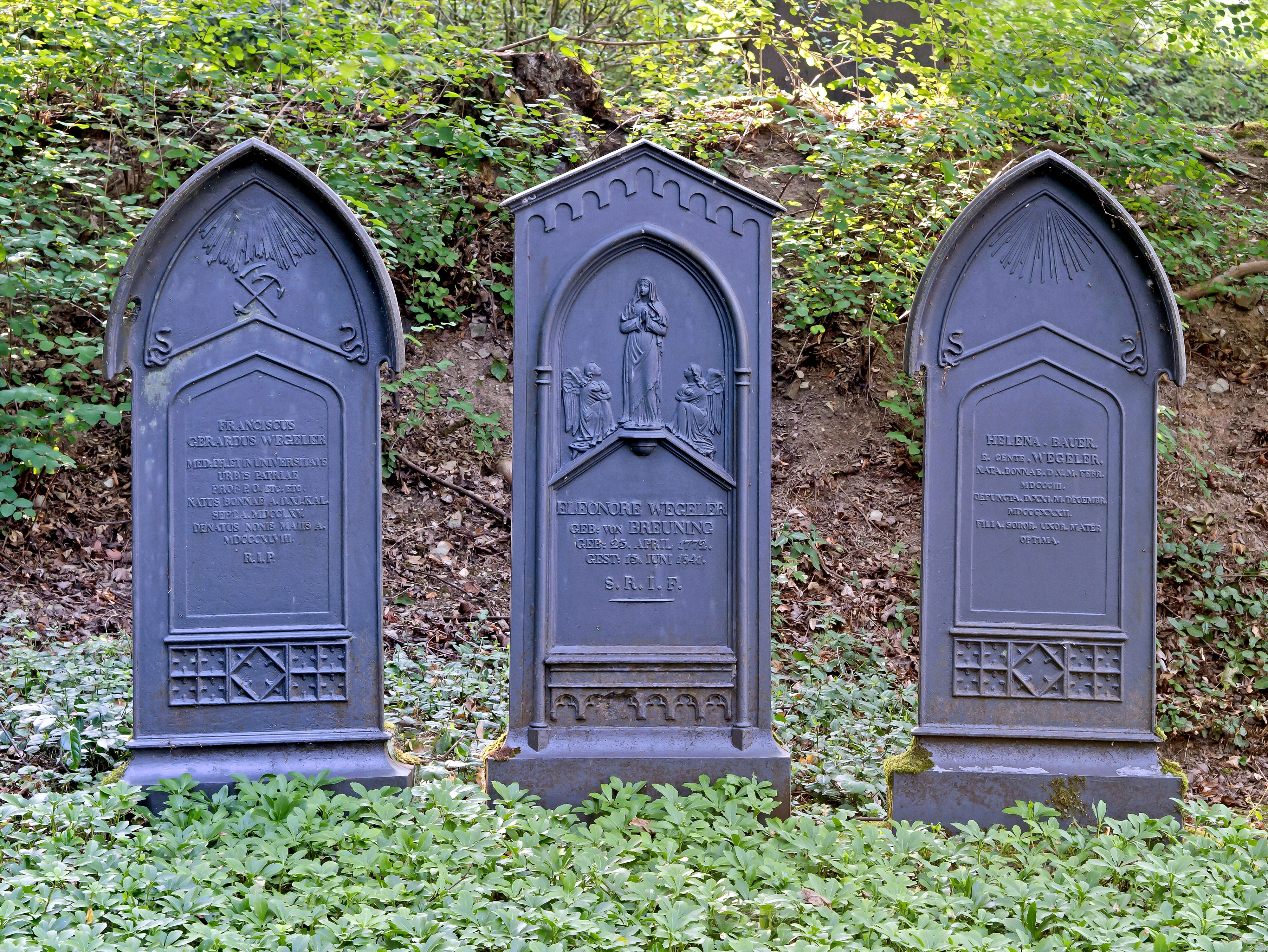
Grabstätte von Franz Gerhard Wegeler, seiner Gattin Eleonore und ihrer Tochter Helena

Eine besondere Bedeutung erlangte Franz Gerhard Wegeler als Freund und Biograph Beethovens: Zusammen mit Ferdinand Ries arbeitete er von 1837 bis 1838 an dem Buch Biographische Notizen über Ludwig van Beethoven, das 1838 im Koblenzer Verlag Karl Baedeker erschien.
Eine Infektion im April 1848 wird als Ursache für seinen Tod im Mai 1848 gesehen. Sein Grab befindet sich auf dem Hauptfriedhof Koblenz.
Im Jahr 1906 wurde in Wien-Währing (18. Bezirk) die Wegelergasse nach ihm benannt. In Bonn-Poppelsdorf ist die Wegelerstraße der Sitz zahlreicher Universitätsinstitute (Physikalische und Theoretische Chemie, Rechenzentrum, Mathematik) sowie des Dekanates der mathematisch-naturwissenschaftlichen Fakultät.

## Veröffentlichung
- Franz Gerhard Wegeler, Ferdinand Ries: Biographische Notizen über Ludwig van Beethoven. Koblenz 1838. (Digitalisat der Erstausgabe)